# اوین

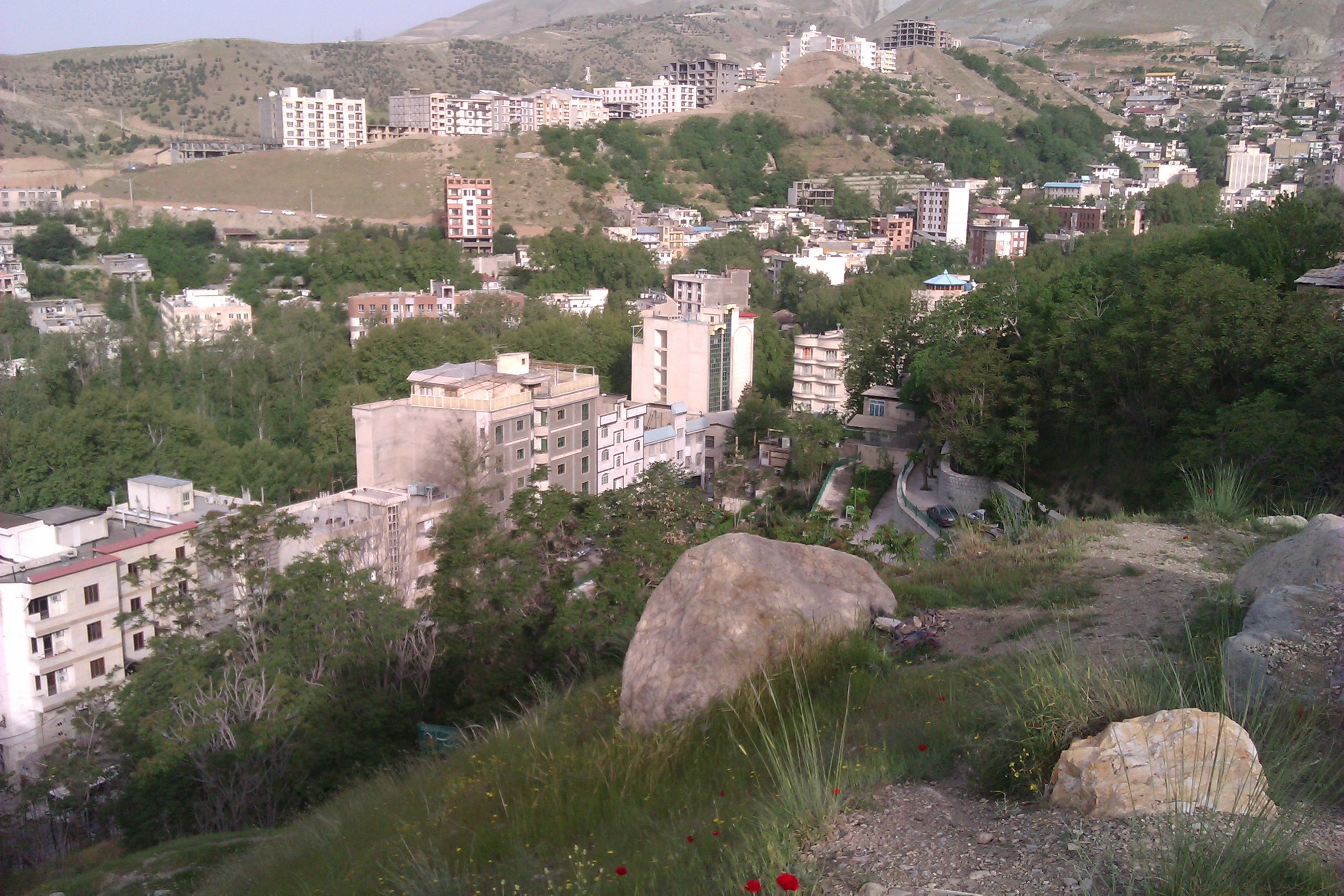
نمایی از محله اوین.

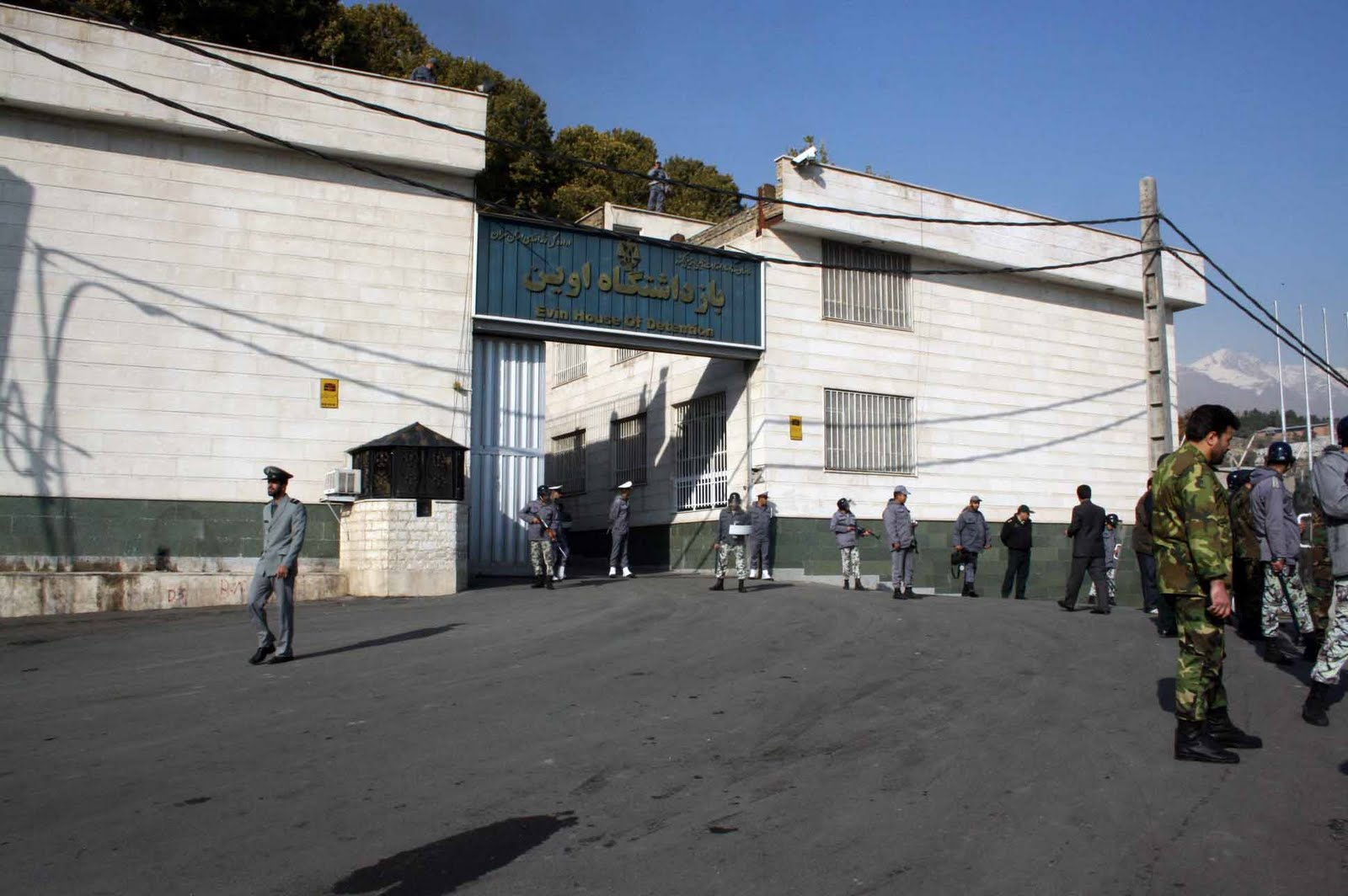
زندان اوین

اِوین، نام محله‌ای در شهرستان شمیرانات واقع در شمال شهر تهران است. این محله جزئی از منطقه ۱ شهرداری تهران است.
ناحیه کوهستانی اوین به عنوان بخشی از ناحیه کوهستانی البرز مرکزی از شرق به تپه‌های علی‌آباد ولنجک، از غرب به ارتفاعات حصارک، از شمال به ارتفاعات توچال و شاه‌نشین و از جنوب به ناحیه اوین و سعادت آباد محدود می‌گردد. میزان متوسط بارندگی سالیانه ۴۰۰–۳۰۰ میلی‌متر و میزان متوسط دمای سالیانه ۱۶٫۷ درجه سانتی گراد است.

## موقعیت جغرافیایی
اوین در شمال تهران و در دامنه کوه‌های البرز و از شمال به جاده درکه و ولنجک و از جنوب به بزرگراه چمران و مجموعه مسکونی آتی‌ساز، از شرق به محله محمودیه و زعفرانیه و از غرب به سعادت آباد محدود می‌باشد.
میدان اوین (دانشجو) در ارتفاع ۱۶۴۰ متری از سطح دریا قرار دارد.

## مراحل گسترش و ایجاد محله‌ها در اوین
موقعیت طبیعی و وجود نهرهای پرآب و تغییر مسیر آن‌ها سبب گسترش روستای اوین و تشکیل محلات مختلف آن گردیده‌است.
این محله دارای باغات و زمین‌های کشاورزی زیادی بوده که متأسفانه در سال‌های اخیر با ساخت وسازهای بی‌رویه این بافت‌های سبز از بین رفته‌است.
این محله که از محلات قدیمی شمیران می‌باشد از چند طایفه تشکیل شده‌است از معروف‌ترین این طوایف می‌توان از اوینی، اعرابی، مسعودیان، فکری، میررحیمی
، ابطحی، میرشریفی، شعیبی… نام برد. از زیباترین مراسم به جامانده در این محله قدیمی مراسم تاسوعا و عاشورا می‌باشد که بین محله یا ده اوین و درکه در این روزها برگزار می‌شود.

## اولین مرحله
نطفه اولیه تشکیل روستای اوین و گسترش ابتدایی آن شکل خطی و در کنار رودخانه و نهر منشعب از آن صورت گرفته‌است. قدمت این روستا به احتمال زیاد به هزار سال پیش می‌رسد و هسته آن هم محله تپه سرباز و دامنه شمالی آن بوده‌است. این تپه در اوایل دوران حکومت قاجار به مرکز اردوگاه نظامی و آموزش فنون رزمی تبدیل می‌گردد که وجه تسمیه آن هم به همین دلیل است.
بافت مسکونی در این قسمت تا اندازه‌ای دارای تراکم بیشتری نسبت به سایر محلات است و به علت عدم وجود نهر و آب جاری در آن باغ و فضای سبز موجود نیست.

## دومین مرحله
دومین مرحله گسترش محله پاچنار بوده که آب جاری رودخانه درکه (آب هفت حوض) از طریق نهر پاچنار به راحتی به آن سوار می‌شود. در این بافت به عناصر کالبدی که قدمت زیادی دارند برخورد می‌کنیم از قبیل مسجد وحسینیه و بقعه امامزاده مطیب، آسیاب، گورستان قدیمی روستا نیز در این محله قرار داشته. سابقه این محله را با کمی تفاوت پی لو می‌نامند. محله پاچنار در مرکز اوین قرار دارد و نام آن نشئت گرفته از درخت چنار تنومندی است که در میدان پاچنار و نزدیک قهوه‌خانه قرارداشته‌است. این چنار در سال ۱۳۰۷ قطع گردیده‌است.

## سومین مرحله
مرحله حمام می‌باشد که قبلاً به آن محله حصار گفته می‌شد و در جهت نزدیکی به دسترسی‌های اصلی و در امتداد نهر آب می‌باشد. این محله در ضلع شرقی پاچنار قرار دارد و فضای سبز آن نسبت به نقاط مسکونی از تمام محلات دیگر بیشتر است به‌طوری‌که بزرگ‌ترین باغات اوین فعلاً در این قسمت واقع شده‌است.

## چهارمین مرحله
محله در مدرسه که در غرب پاچنار قرار دارد و راه قدیمی اوین به درکه نیز از داخل آن می‌گذرد. نام این محله منسوب به مدرسه حسن ضیائیان است که در مرکز آن قرار دارد.

## پنجمین مرحله
محله هشترودی می‌باشد که در شرق محله در حمام و در شمال بزرگراه چمران قرار گرفته این محله در نتیجه تقسیم و تبدیل باغات به واحدهای مسکونی به وجود آمده‌است.

## ششمین مرحله
در پست‌ترین زمین‌ها و با تبدیل باغات به واحدهای مسکونی در ناحیهٔ محله باغچاله اتفاق می‌افتد. خانه و باغات در ای محدوده از انشعاب نهر بالایی اوین و قنات نائب مشروب می‌شوند.

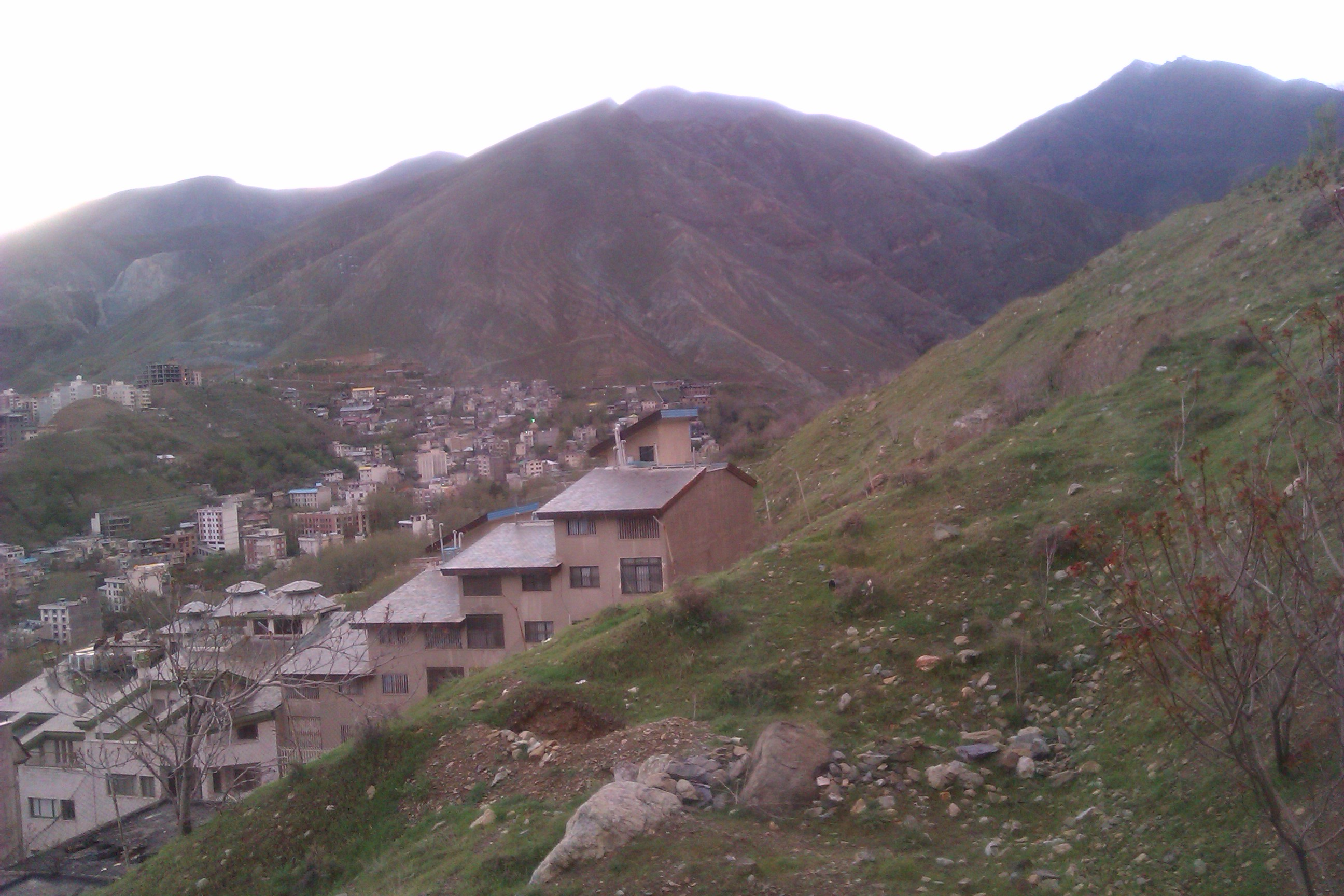
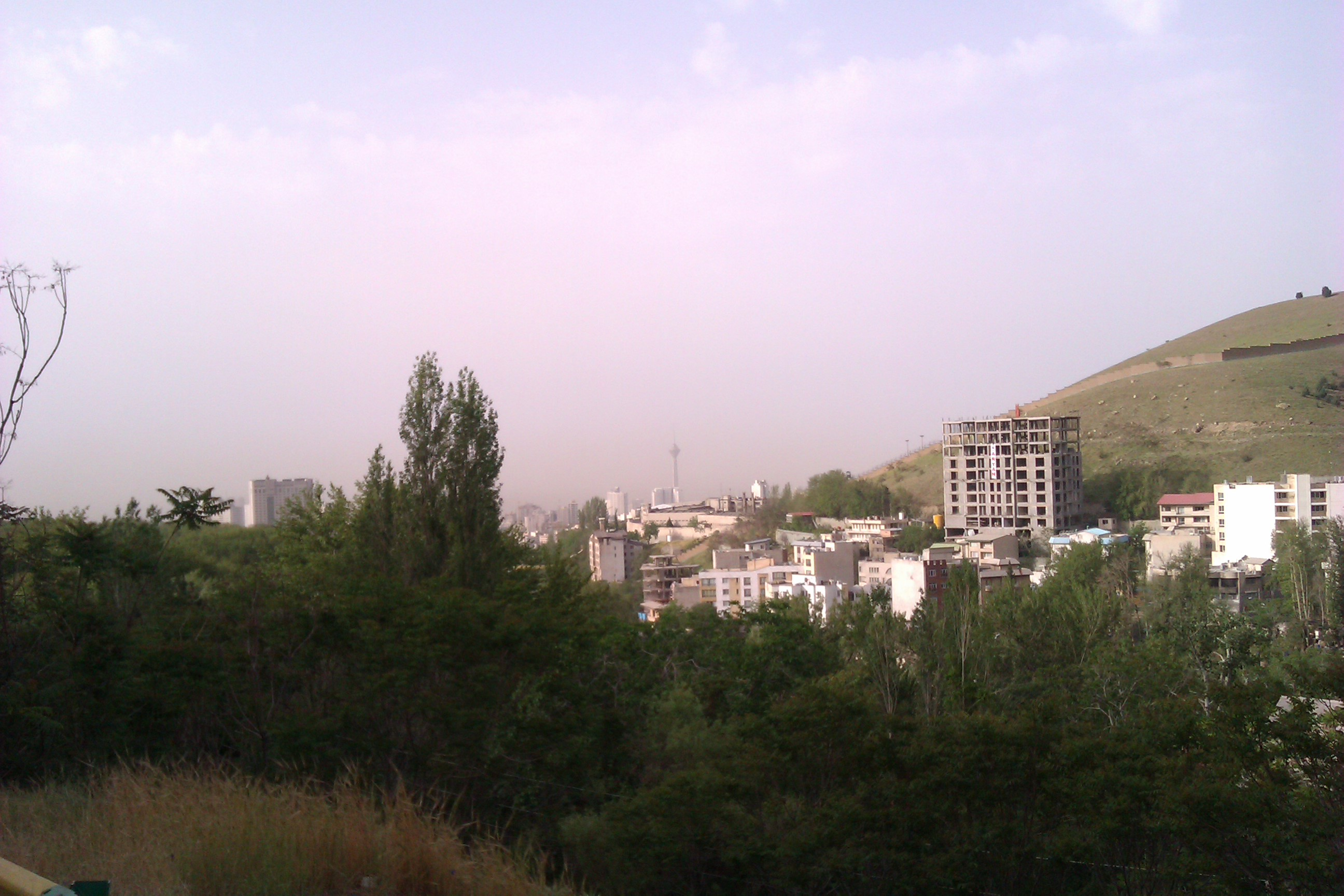
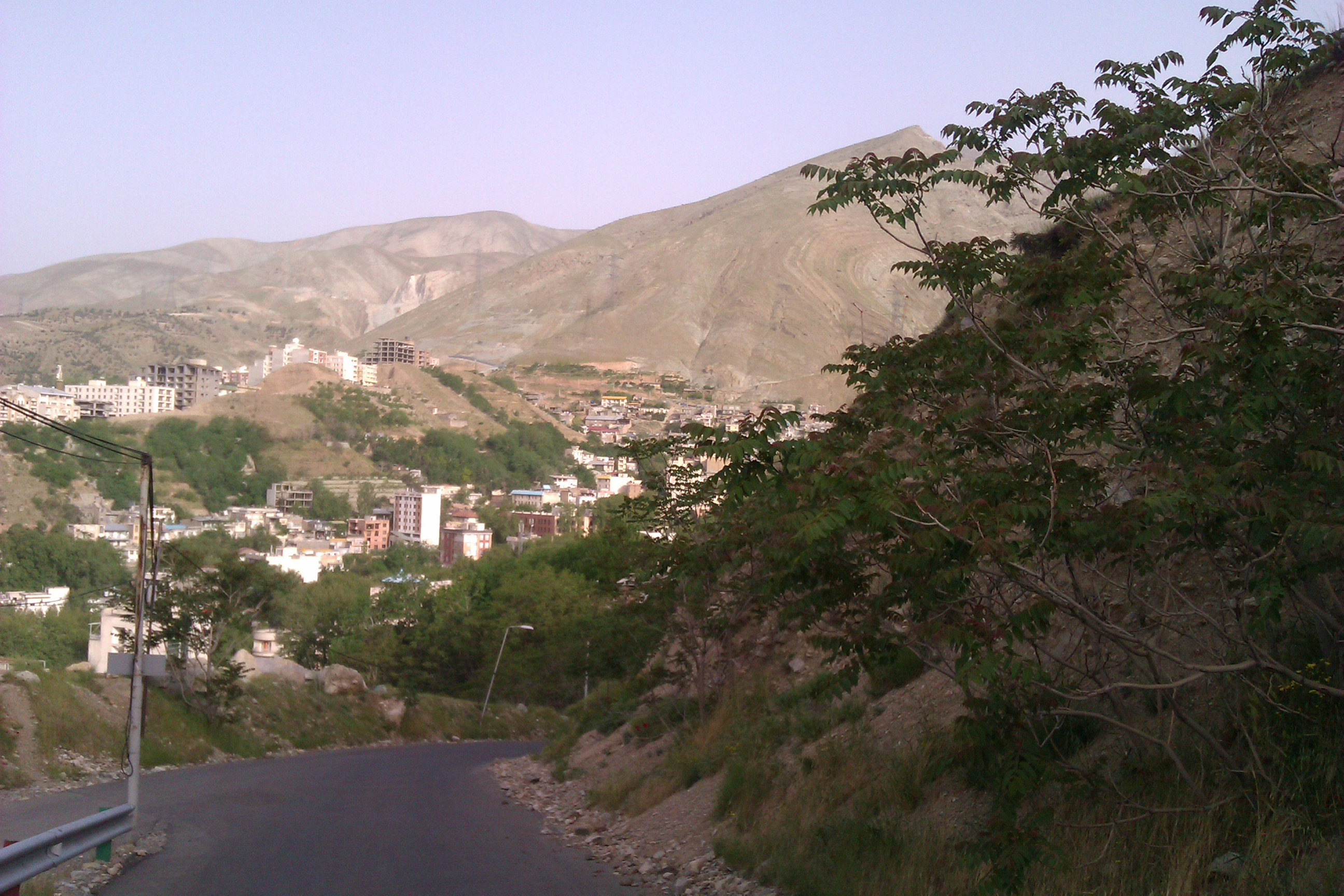
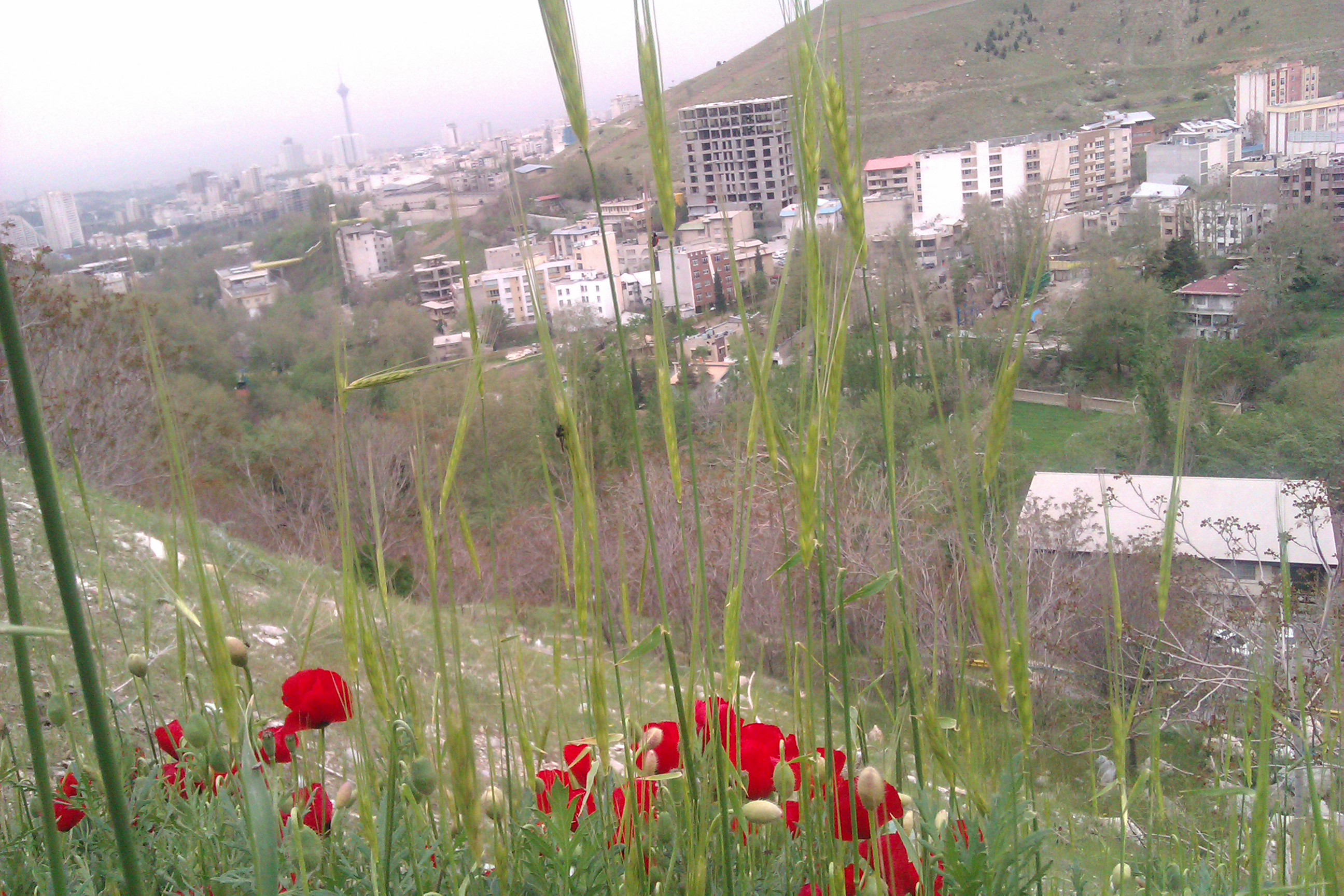
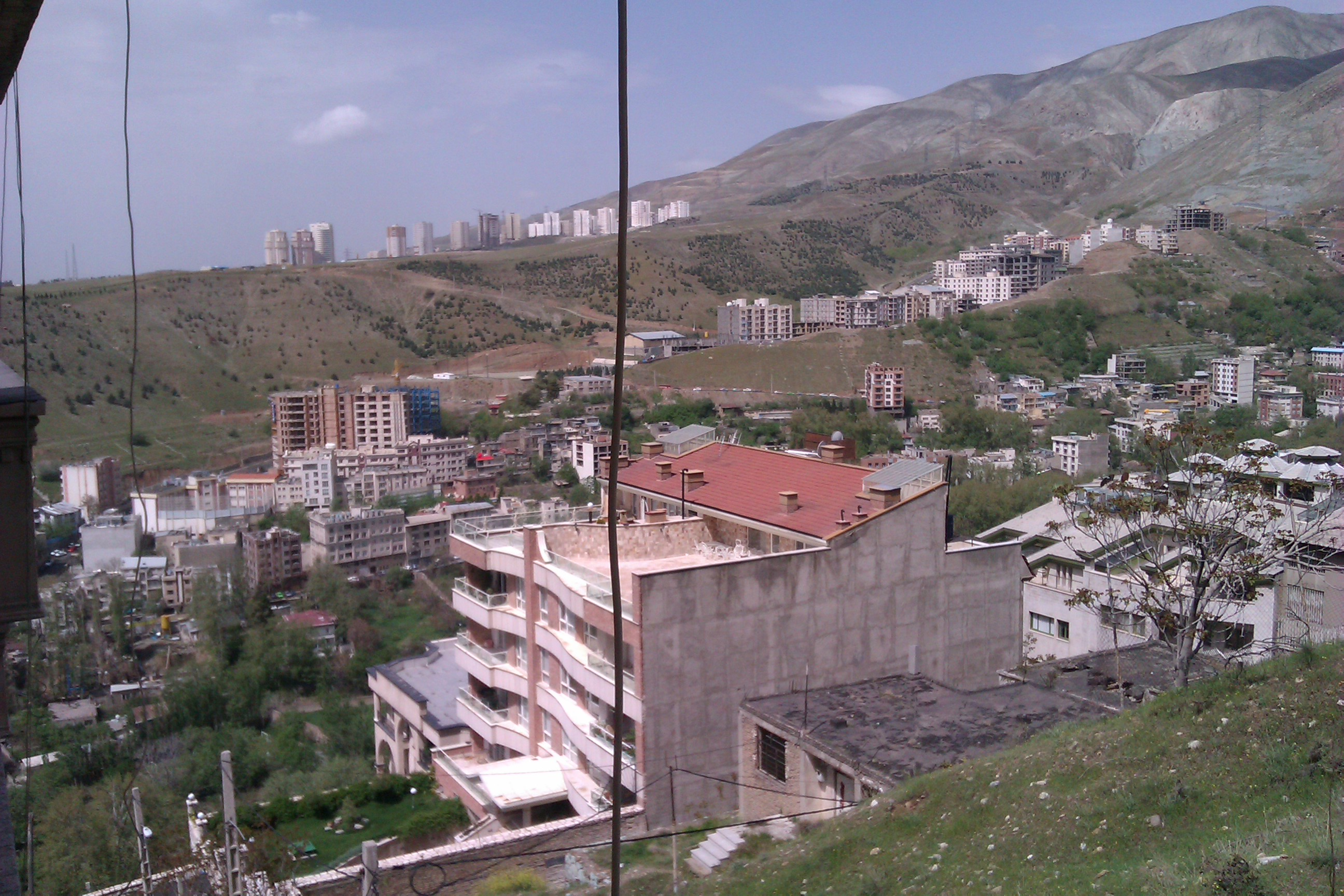